# Heinrich von Pfalzpaint
Heinrich von Pfalzpaint (* um 1400 in Pfalzpaint im Altmühltal; † um 
1464) war ein deutscher Wundarzt, Feldchirurg, Deutschordensritter und Verfasser eines seinerzeit innovativen chirurgischen Handbuchs in deutscher Sprache, das erstmals Schusswunden erwähnt.

## Leben
Heinrich von Pfalzpaint entstammte einem bayerischen Ministerialengeschlecht, das seinen Sitz in Pfalzpaint, heute Ortsteil von Walting im Altmühltal, unterhalb von Eichstätt hatte. Der Vater war vermutlich Heinrich Pfalzpeunter.
Seine wundärztliche Lehre führte ihn durch den bayerischen (Eichstätt, Weißenburg, München, Tegernsee) und fränkischen (Bamberg, Bayreuth) Raum sowie bis nach Basel und Metz. Zu seinen Lehrern zählten Hans von Bayreuth (später, um 1474/1479 promovierter Leibarzt der Herzöge Ludwig und Georg von Bayern-Landshut und Ingolstädter Professor), in Metz der moselfränkische Wundarzt Johannes Beris (auch Johann von Paris, Hans von Beris, Birer in Lothringen), der ihn in der kunstgerechten Behandlung der Pfeilschüsse unterrichtete, Conrad von Nürnberg, Linhardt von Basel, Hans von Halberstadt und Otto von Heideck zu Weissenburg (Odon von Heydelbergk, Chirurg in Wissembourg). Bei italienischen Wundärzten lernte er die Kunst der Rhinoplastik.
Seine Schwester Margarethe heiratete den Eichstätter Patrizier Michael Muggenthaler. 1452 verkaufte Heinrich ihr die Burg Pfalzpaint.
Vor 1450 trat er in den Deutschen Orden ein (wahrscheinlich in die heimatnahe Kommende Ellingen), wurde an den preußischen Ordenszweig überstellt und gehörte dem Konvent Marienburg an, in dem er Komturämter innehatte und Berater des Hochmeisters war. 1453 unternahm er eine Visitationsreise auf die Burg Rehden im kriegsgefährdeten Kulmerland, von wo er dem Hochmeister Ludwig von Erlichshausen am 11. August 1453 einen Visitationsbericht sandte, in dem er den trostlosen Zustand von Mannschaft und Waffen schildert sowie Verbesserungsvorschläge unterbreitet, und am 8. November 1453 einen Antrag auf Niederschlagung einer Klage gegen den Hauskomtur stellte, der aufgrund rüstungsbedingter Sparmaßnahmen des Ordens die Verpflegungsrationen einschränken ließ. Bei der polnischen Belagerung der Marienburg 1454 bis 1457 organisierte er als für zwei Groß-Infirmarien zuständiger Feldarzt mit des Hochmeisters Leibarzt, Jakob Schillingholz, das Heeressanitätswesen und versorgte (nach eigenen Angaben) im größten Feldlazarett des Mittelalters über 4000 Ritter und Söldner chirurgisch.
Er bildete den späteren Hochmeister Hans von Tiefen sowie den hochalemannischen Deutschordensritter Heinrich von Baldenstetten zu Wundärzten aus. Ab Februar 1460 verfasste er sein Lehrbuch für Wundärzte. Anscheinend ist er wenig später gestorben, denn 1465 wird er in einer Erbschafts-Urkunde seiner Schwester nicht mehr genannt.

## Bedeutung
Als Wundarzt war Heinrich von Pfalzpaint ein erfahrener Praktiker, verfügte über ein hervorragendes fachliches Können auf der Höhe des Leistungsstandes der oberdeutschen Chirurgie des Spätmittelalters und galt vor allem im Deutschordensstaat als führender Wundarzt. In seiner als Geheimbuch angelegten Wundarznei sind die Kenntnisse der Lehrer sowie eigene Erfahrungen, aber auch ältere Schriften verarbeitet, auch wenn er diese selbst nicht gekannt haben muss. Das Werk ist in einen allgemeinen und einen speziellen Teil gegliedert, zwischen die ein Register gestellt ist. Die Binnengliederung erfolgte nach verfahrenstechnischen und therapeutischen Prinzipien, zum Teil auch nach Herkunft. Im Vordergrund steht wie meist bei den Werken der mittelalterlichen Chirurgie die Materia medica (Pharmakognosie und Pharmakologie), während an praktisch-wundärztlichen Anweisungen seine Narkosetechnik (mit einer vom 9. bis 16. Jahrhundert belegten Anwendung von sogenannten Schlafschwämmen), die Anastomose der Enden eines abgetragenen vorgefallenen Darmteils über einem Silberrohr, die Behandlung von (erstmals in der deutschsprachigen Literatur erwähnten) Schusswunden durch Pulver und Blei und Frakturen sowie eine Lippenplastik bei Hasenscharte beachtenswert sind; herausragend ist auch die Erstbeschreibung einer speziellen Lappenplastik zur Nasenrekonstruktion, die aus italienischer Quelle stammt. Pfalzpaint mobilisiert (im Text von 1460) einen gestielten Hautlappen an der Oberarm-Innenseite und geht – weit einfacher als Gaspare Tagliacozzi (1597) – in drei Operationsschritten vor; das Verfahren dieser gestielten Ferntransplantation (mit Lappenplastik bzw. „Rolllappentechnik“) wurde erst Anfang des 19. Jahrhunderts durch Carl Ferdinand von Graefe neu geschaffen. Die Wundarznei konnte die Chirurgie der Neuzeit jedoch nicht beeinflussen, da ihr Wirkungskreis durch die Beschränkung auf Schüler (Operationszöglinge) eingeengt war, sie – wenngleich sich etwa der mit ihm in Verbindung stehende Ritter Hans von Toggenburg das hochinnovative Werk abschreiben ließ und bearbeitete und es 1519 von dem Geistlichen Heinrich Hen(t)ze im Auftrag eines Wilhelm von Greussen († 1521) als Abschrift angefertigt wurde – deshalb nicht gedruckt und erst 1858 wiederentdeckt (1868 ediert) wurde, als der operative Kenntnisstand bereits eingeholt war.
Die bairisch-ostmitteldeutsche Mundart und die offensichtlich schwierige Orthographie Heinrichs von Pfalzpaint war häufig verwirrend für die Fachgeschichte, die den Werktitel Wundarznei in der Schreibung Bündth-Ertznei als 'Binde-Arznei' (Verbandlehre) fehldeutete. Dies kann jedoch nicht darüber hinwegtäuschen, dass der erfahrene Wundarzt die wehrtechnische und chirurgische Fachsprache meisterlich beherrscht, überall klar und eindeutig ist, und auch ein schwieriges plastisch-rekonstruktives Verfahren sicher beschreiben kann. Deshalb gilt Heinrich von Pfalzpaint als bedeutendster deutschsprachiger Chirurg des ausgehenden Mittelalters.

## Werkausgaben
- Heinrich Haeser, Albrecht Theodor Middeldorpf (Hrsg.): Buch der Bündth-Ertznei von Heinrich von Pfolsprundt, Bruder des deutschen Ordens, 1460, Berlin 1868 (Online)
- Karl Sudhoff: Beiträge zur Geschichte der Chirurgie im Mittelalter. 2 Bände, Leipzig 1914–1918 (= Studien zur Geschichte der Medizin. Band 10–11/12), Band 2, S. 531–560.